# Amos Pieper
Amos Pieper (ur. 17 stycznia 1998 w Lüdinghausen) – niemiecki piłkarz występujący na pozycji obrońcy.

## Kariera klubowa

### Borussia Dortmund
W 2010 dołączył do akademii Borussii Dortmund. 1 lipca 2017 został przesunięty do drużyny rezerw. Zadebiutował 17 września 2017 w meczu Fußball-Regionalliga przeciwko FC Viktoria Köln (0:1). Pierwszą bramkę zdobył 21 kwietnia 2018 w meczu ligowym przeciwko Wuppertaler SV (1:2).

### Arminia Bielefeld
28 stycznia 2019 podpisał kontrakt z klubem Arminia Bielefeld. Zadebiutował 8 lutego 2019 w meczu 2. Bundesligi przeciwko SSV Jahn Regensburg (0:3). W sezonie 2019/20 jego zespół zajął pierwsze miejsce w tabeli i awansował do najwyższej ligi. W Bundeslidze zadebiutował 19 września 2020 w meczu przeciwko Eintrachtowi Frankfurt (1:1).

## Kariera reprezentacyjna

### Niemcy U-21
W 2020 roku otrzymał powołanie do reprezentacji Niemiec U-21. Zadebiutował 3 września 2020 w meczu eliminacji do Mistrzostw Europy U-21 2021 przeciwko reprezentacji Mołdawii U-21 (4:1).

## Statystyki

### Klubowe
(aktualne na dzień 25 stycznia 2021)
| Klub                 | Sezon              | Liga                 | Liga  | Liga   | Puchar kraju | Puchar kraju | Suma  | Suma   |
| Klub                 | Sezon              | Liga                 | Mecze | Bramki | Mecze        | Bramki       | Mecze | Bramki |
| -------------------- | ------------------ | -------------------- | ----- | ------ | ------------ | ------------ | ----- | ------ |
| Borussia Dortmund II | 2017/18            | Fußball-Regionalliga | 18    | 1      | –            | –            | 18    | 1      |
| Borussia Dortmund II | 2018/19            | Fußball-Regionalliga | 16    | 0      | –            | –            | 16    | 0      |
| Borussia Dortmund II | Ogólnie            | Ogólnie              | 34    | 1      | 0            | 0            | 34    | 1      |
| Arminia Bielefeld    | 2018/19            | 2. Bundesliga        | 8     | 0      | 0            | 0            | 8     | 0      |
| Arminia Bielefeld    | 2019/20            | 2. Bundesliga        | 31    | 0      | 2            | 0            | 33    | 0      |
| Arminia Bielefeld    | 2020/21            | Bundesliga           | 15    | 0      | 1            | 0            | 16    | 0      |
| Arminia Bielefeld    | Ogólnie            | Ogólnie              | 54    | 0      | 3            | 0            | 57    | 0      |
| Ogólnie w karierze   | Ogólnie w karierze | Ogólnie w karierze   | 88    | 1      | 3            | 0            | 91    | 1      |

### Reprezentacyjne
(aktualne na dzień 25 stycznia 2021)
| Reprezentacja | Rok     | Mecze | Bramki |
| ------------- | ------- | ----- | ------ |
| Niemcy U-18   |         |       |        |
| 2015          | 3       | 0     |        |
| Ogólnie       | Ogólnie | 3     | 0      |
| Niemcy U-21   |         |       |        |
| 2020          | 4       | 0     |        |
| Ogólnie       | Ogólnie | 4     | 0      |

| Mecze i gole w reprezentacji | Mecze i gole w reprezentacji | Mecze i gole w reprezentacji | Mecze i gole w reprezentacji | Mecze i gole w reprezentacji | Mecze i gole w reprezentacji | Mecze i gole w reprezentacji | Mecze i gole w reprezentacji |
| Niemcy U-18                  | Niemcy U-18                  | Niemcy U-18                  | Niemcy U-18                  | Niemcy U-18                  | Niemcy U-18                  | Niemcy U-18                  | Niemcy U-18                  |
| Lp.                          | Data                         | Miejsce                      | Gospodarz                    | Gość                         | Wynik                        | Gol                          | Rozgrywki                    |
| ---------------------------- | ---------------------------- | ---------------------------- | ---------------------------- | ---------------------------- | ---------------------------- | ---------------------------- | ---------------------------- |
| 1.                           | 12.11.2015                   | Antalya                      | Holandia U-18                | Niemcy U-18                  | 1:0                          |                              | Mecz towarzyski              |
| 2.                           | 14.11.2015                   | Antalya                      | Niemcy U-18                  | Czechy U-18                  | 2:3                          |                              | Mecz towarzyski              |
| 3.                           | 16.11.2015                   | Antalya                      | Turcja U-18                  | Niemcy U-18                  | 0:0                          |                              | Mecz towarzyski              |
| Niemcy U-21                  |                              |                              |                              |                              |                              |                              |                              |
| Lp.                          | Data                         | Miejsce                      | Gospodarz                    | Gość                         | Wynik                        | Gol                          | Rozgrywki                    |
| 1.                           | 03.09.2020                   | Wiesbaden                    | Niemcy U-21                  | Mołdawia U-21                | 4:1                          |                              | el. ME U-21 2021             |
| 2.                           | 08.09.2020                   | Heverlee                     | Belgia U-21                  | Niemcy U-21                  | 4:1                          |                              | el. ME U-21 2021             |
| 3.                           | 13.10.2020                   | Fürth                        | Niemcy U-21                  | Bośnia i Hercegowina U-21    | 1:0                          |                              | el. ME U-21 2021             |
| 4.                           | 17.11.2020                   | Brunszwik                    | Niemcy U-21                  | Walia U-21                   | 2:1                          |                              | el. ME U-21 2021             |

## Sukcesy

### Arminia Bielefeld
- Mistrzostwo 2. Bundesligi (1×): 2019/2020